# Kneza Sime Markovića
Kneza Sime Markovića (en serbe cyrillique : Кнеза Симе Марковића) est une rue de Belgrade, la capitale de la Serbie, située dans la municipalité de Stari grad.

## Parcours
La rue Kneza Sime Markovića prend son origine au croisement des rues Pol Lukina et Ivan Begova ; elle s'oriente en direction nord-ouest et croise la rue Kralja Petra, avant d'aboutir dans la rue Pariska.

## Architecture
La rue Kneza Sime Markovića possède plusieurs édifices classés. La résidence de la princesse Ljubica, située au n° 8 et construite entre 1829 et 1831 par l'architecte Nikola Živković figure sur la liste des monuments culturels d'importance exceptionnelle de la république de Serbie,.
La maison de Dimitrije Krsmanović, construite en 1898 et 1899 par l'architecte Milorad Ruvidić, est inscrite sur la liste des monuments culturels protégés de la république de Serbie et sur la liste des biens culturels protégés de la ville de Belgrade.
Le bâtiment du patriarcat de Belgrade est situé au n° 6 de la rue. En raison de son importance architecturale et religieuse, cet édifice, construit entre 1933 et 1935, figure sur la liste des monuments culturels protégés de la république de Serbie et sur la liste des biens culturels protégés de la ville de Belgrade ; il abrite notamment de musée de l'Èglise orthodoxe serbe.

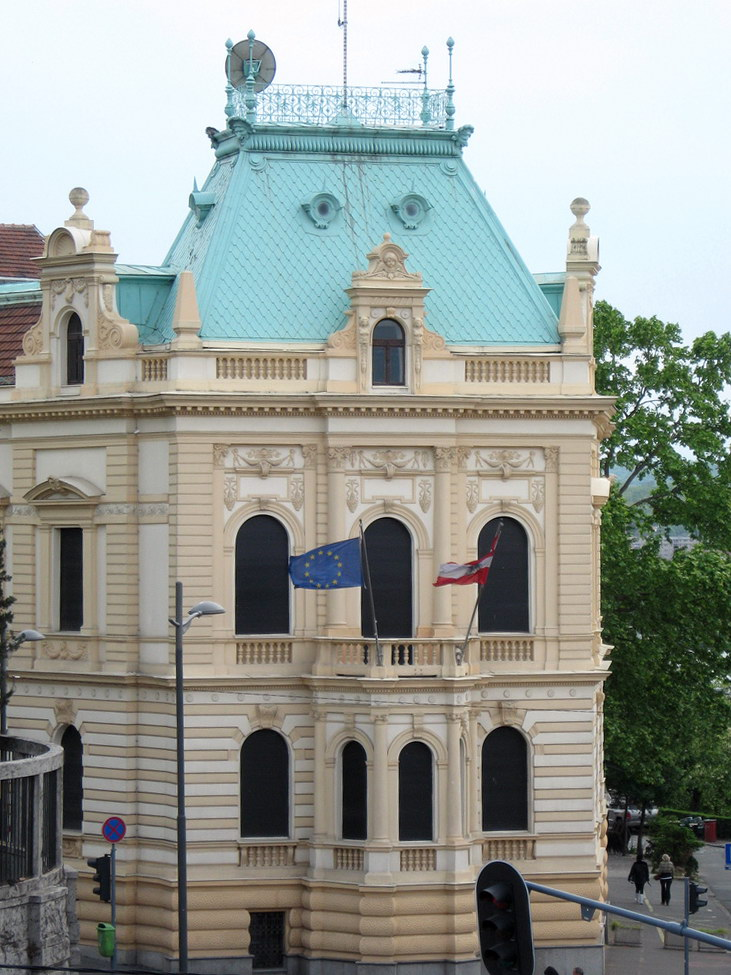
La maison de Dimitrije Krsmanović, aujourd'hui occupée par l'ambassade d'Autriche
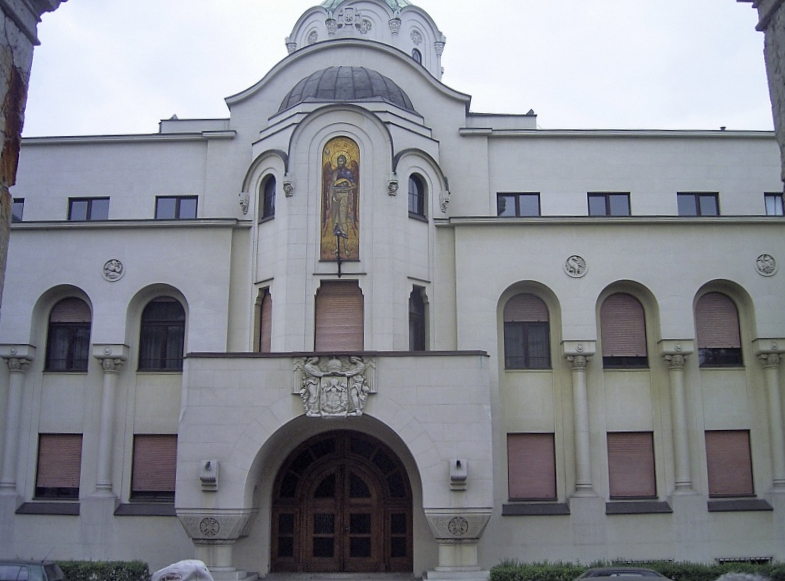
Le bâtiment du patriarcat de Belgrade